# Айсу Ико
Айсу Ико (яп. 【愛洲惟孝】, あいすいこう; 1452—1538) — японский военный, мастер боевых искусств, фехтовальщик. Основатель Школы тени японского фехтования. Родился в провинции Исэ, в самурайской семье. После странствий по стране принял монаший постриг и поселился в Удо в провинции Хюга. По легенде, в 36-летнем возрасте уединился в гроте, где во время медитаций и упражнений получил божественное откровение, а затем основал Школу тени. Имел связи с японскими пиратами, совершил путешествие в минский Китай. Временное имя — Тародзаэмон (【太郎左衛門】); собственное имя — Хисатада (【久忠】); титулярное имя — Хюга-но-ками (【日向守】). Псевдо — Ико (【移香】, 【惟孝】).